# Julio Requejo Santos
Pour les articles homonymes, voir Santos (homonymie) et Requejo (homonymie).
Julio Requejo Santos (La Corogne, 1885 - Saragosse, 1951), est un militaire et photographe espagnol.

## Biographie
Julio Requejo Santos, en tant que photographe amateur, a été le fondateur de la Real Sociedad Fotográfica de Saragosse, en 1922, avec d'autres photographes renommés de Saragosse.
En tant que militaire, il a participé à la guerre du Rif, entre 1925 et 1927.

## Collections, archives
- Archivo Histórico Provincial de Zaragoza (es)